# (4502) Elizabethann
(4502) Elizabethann est un astéroïde de la ceinture principale.

## Description
(4502) Elizabethann est un astéroïde de la ceinture principale. Il fut découvert le 29 mai 1989 à l'observatoire Palomar par Henry E. Holt. Il présente une orbite caractérisée par un demi-grand axe de 2,64 UA, une excentricité de 0,09 et une inclinaison de 13,3° par rapport à l'écliptique.

## Compléments